# 胡明华
胡明华（1979年8月17日—），中国足球运动员，司职中场，曾任浙江绿城主力后腰和队长，2008年起效力江苏舜天并助其升入中超联赛，2010年退役。
2010年1月20日，中国足球反赌扫黑行动专案组所在的辽宁省公安厅在发布通缉令通缉胡明华，其涉嫌在浙江绿城时赌球，举报奖金500元人民币。28日，胡明华在北京主动向警方投案自首，获刑3年，终身禁止涉足足球类活动。